# バッド・XR-400
バッド・XR-400（Budd XR-400）は、走行可能なコンセプトカーである。主にステンレス製鉄道車両で知られた金属加工メーカーであり、独立系のコーチビルダーでもあったデトロイトのバッド社が1962年に当時アメリカ合衆国で4番目に大きい自動車メーカーであったアメリカン・モーターズ (AMC) による評価のために製作した若者向けのスポーティな2ドアコンバーチブル。このコンセプトカーには「時代を先取り」 (“ahead of its time”) というキャッチコピーが与えられた。

## 起源
XR-400はバッド社の自動車部門により開発/製作された。「R」の文字はランブラー (Rambler) を表していた。
この車の目的は、低価格のランブラー車を基にした「スポーツ・コンバーチブル」でAMCに新たなマーケットセグメンテーションへの参入を促すことであった。バッド社は長年にわたり自動車産業に工具、部品、ボディを供給しており、1940年にはAMCの前身であるナッシュ・モーターズと共に初めてモノコック（一体型）ボディの開発も行っていた。
このコンセプトカーでAMCの興味を引くことが出来れば既にあるAMCとの取引は増加するはずであり、この新しい車が量産に入ればバッド社はボディと主要部品を納入する予定であった。バッド社ではこの新型車は1963年10月に市販できると見込んでおり、これはフォード・マスタングよりも6か月先行していた。

## 設計
XR-400は1962年モデルのAMC・アンバサダー (Ambassador) のシャーシを基に製作された。コストダウンを図るためにバッド社の技術陣は、サスペンションの位置は変更せず車体前部ユニットそのままに、新しい後部エンジンマウントを使用してエンジンの搭載位置を2インチ (51 mm) 下げ、ラジエーターも3.5インチ下げ、冷却ファンの羽の長さとオイルフィルターの首の部分を切り詰めた。エアクリーナーの位置は移され、エキゾーストマニホールドの形状が変更され、燃料タンクは新しいものにされた。
XR-400の長い鼻先はオリジナルのエンジン隔壁の後ろに2番目の隔壁を設けることで成り立っており、この延長された空間にはバッテリーが置かれていた。バッド社がデザインしたかなりクリーンで整然としたこの車のスタイリングは、元となったランブラーのセダンの面影はほとんど残っていなかったが、ベルトラインに走る2本の折れ線は同時期のランブラー製大型車との近しい関係性を示していた。
この提案モデルは長いボンネットと短く角張った車体後部を持つ純粋な2+2（前席のバケットシートに後ろが2名分の臨時シート）の流麗なブルーメタリック色のコンバーチブル車であった。108-インチ (2,743 mm)という長いホイールベースと切り詰められたオーバーハング部は、XR-400に筋骨型のプロポーションを与える一方で幌をあげた状態では固定式屋根の2座スポーツカーを思わせていた。前部フェンダーよりも低く下がったボンネット、上縁で一段下がったドアや前輪直後に置かれたの模造の吸入口といった部位が古典的なスポーツカーの雰囲気を醸し出していた。
XR-400のエンジンは、アンバサダーに標準の出力250 hp (186 kW; 253 PS)を発生する2バレル・キャブレター付327 cu in (5.4 L) のAMC製V型8気筒 (AMC V8 engine) であった。このエンジンルームにはAMC製の直列6気筒 (AMC Straight-6 engine) とV型8気筒ならばどれでも搭載することができた。変速機はフロアシフトの3速オートマチックトランスミッション（スポーツカーでは珍しかった）であった。ブレーキは実験的に前輪ディスクブレーキが装備された。
内装では前席とその他多くの部品がAMC車のものの流用であった。古典的なスポーツカーの流儀に則り操作系は全てドライバーの周りに集められ、フルセットの計器（速度計、回転計と共に燃料計、水温計、電流計、油圧計）が高評価の3本スポーク木製リムのナルディ製ステアリング・ホイールの直ぐ上に据えられていた。
バッド社のAMCに対する売り込み文句には、「広く注目を集め、御社のディーラーに新たな収益分野と貢献意欲をもたらし、通常とは異なる宣伝と販売促進の機会を提供する」路上で見かけるどんな車にも似ていない車で「現状で他社が手を付けていない」市場の開拓というものが含まれていた。

## 期待
このコンバーチブルのコンセプトカーは1964年のSociety of Automotive Engineers (SAE) の会合で公開展示された。報道用資料ではこのコンセプトがランブラー・アンバサダーを改造して如何なる結果になるかを述べていた :
「・・・全く新しいタイプの車　－　今のところアメリカのどの自動車メーカーも手を付けていない新しい自動車市場の収益率の高い分野を引き受けるために特別にデザインされた車・・・」
自動車関連の報道は、このような新しいモデルがAMCディーラーのショールームに現れていれば、フォード社が類似車であるマスタングで「ポニーカー」市場を開拓する少なくとも6カ月前に一つの市場を確立していたかもしれないと述べた。不運なことにAMCはこのアイデアを却下した。おそらくこの決定に至るまでには以下を含めた幾つかの理由があった。
- 自社のことをコンパクトカー・メーカーと称したAMCの社長ジョージ・ロムニーは、1962年2月にミシガン州知事に立候補するために退社した。
- ロムニーの後を継いだロイ・アバーナシー (Roy Abernethy) は、全ての主要セグメントにおいて3大メーカー（GM、フォード、クライスラー）と真っ向勝負でぶつかる戦略を始めた[17]。
- この新型車はシボレー・コルヴェア モンザやポンティアック・テンペスト ルマンといった他のスポーティなコンパクトカーに対して勝利を収めるには室内空間に余裕がなかった。
- AMCは1963年モデルに向けて全く新しいモデルを開発したが、これは資金を垂れ流しただけであった。全く新しいマーケットセグメントへ実績の無い車で参入することは、代償の大きい誤算であった。
- AMC自身はその後まもなく登場する3代目のランブラー・アメリカン (Rambler American) のプラットフォームを利用してランブラー・ターポン (Rambler Tarpon) と呼ばれる新たなコンパクト・ファストバックのコンセプトカーを開発していた。

## 遺産
バッド社は1台だけの試作車を保管し、後に「XR-バッド」 (XR-Budd) と改名して販売促進活動に使用した。この試作車はむき出しのラグナット (lug nut) 付のクロームメッキされたリバースホイールを履くように改装されたが、オリジナルはホイールキャップ (hubcap) 付のスチールホイールを装着していた。この車は現在ヘンリーフォード博物館に所蔵され、主要なクラシックカー・ショーで展示されている。
XR-400を取り巻く話には2つの皮肉なものがある。
1. 1961年にバッド社は1957年モデルのフォード・サンダーバードのボディと1961年モデルのフォード・ファルコン (Ford Falcon) のシャーシを組み合わせて開発したスポーティなコンバーチブルを最初フォード社に提案した。フォード社がこれを却下した（その後自社でコンパクトなファルコンのシャーシを基に新しいマスタングを作った）ことから、バッド社はこのコンセプトをAMCに持ちかけようとした[19]。
2. 1987年にAMCはクライスラー社に買収されたが、当時クライスラー社を率いていたのはフォード社在籍時にマスタング導入の責任者であったリー・アイアコッカであった。アイアコッカ曰く「率いるか、従うか。さもなくば去れ。」 (you either lead, follow, or get out of the way) [20]

「もしこうだったら?」と想像することで歴史を再編することは可能である。「例えば1960年代に大流行したスポーティなコンパクトカーのポニーカー旋風がフォード社発信ではなく弱小メーカーのAMC発信であったならばと考えてみれば。」